# 伍嘉文
伍嘉文（英語：Byron Ng，1978年2月7日—），香港新聞從業員。
伍嘉文曾於香港有線新聞任職財經記者及主播，2005年10月轉職無綫新聞財經組任職記者及主播。伍嘉文於2006年起在港股交易日時段擔任翡翠台/高清翡翠台《交易現場》主持，直至2016年離任。以及無綫收費電視新聞台節目《港股評述》之駐香港交易所直播室主持；他亦曾任財經新聞及今日財經主持。
伍氏的妻子是香港股評人李韻儀。
除了主持電視財經節目, 伍氏也是書法愛好者, 鑽研書法多年, 為香港書法家協會副主席吳高石老師的高徒。2012年獲香港藝術館主辦的香港當代藝術獎（書法），書法作品為香港藝術館購藏。香港書法愛好者協會主辦「余寄梅盃全港書法公開賽」第十屆冠軍。
曾與林賀超和周雪君創辦本地書法雜誌《墨想》（2010-2014年），該雜誌獲香港藝術發展局頒發藝術推廣獎銅獎（2012年）。

## 學歷
- 中學：聖公會林護紀念中學（1990-1997年）
- 大學：香港中文大學社會科學學士（新聞與傳播學系，1997-2000年）、香港中文大學哲學文學碩士（文化研究，2006年）

## 記者生涯
- 香港電台 財經記者（1999年 - 2000年）
- 新城電台 財經記者（2000年 - 2005年）
- 有線電視 財經記者（2005年4月 - 2005年10月）
- 無綫電視 財經新聞編輯主任及首席主播（2005年10月 - 2025年2月初）
- 有線電視 總編輯主任並兼任財經節目編輯、財經主播及主持（2025年2月尾 - 至今及現在）

## 參看
- 有線新聞
- 無綫新聞
- 無綫收費電視
- 聖公會林護紀念中學
- 香港中文大學